# All-Ireland Senior Football Championship 2010
L'All-Ireland Senior Football Championship 2010 fu la 124ª edizione del principale torneo di calcio gaelico tra le contee irlandesi (esclusa Kilkenny) più rappresentative di Londra e New York. Si tenne tra il 2 maggio 2010 e il 19 settembre 2010, giorno della finale. Per la prima volta dall'introduzione del sistema di ripescaggi (2001) nessuno dei campioni provinciali giunse in semifinale.

## Struttura
- Vengono disputati i quattro tornei provinciali (Londra e New York competono nel Connacht Senior Football Championship) I quattro campioni provinciali avanzano direttamente ai quarti di finale All-Ireland.
- Le sedici squadre eliminate prima delle semifinali accedono al primo turno dei ripescaggi. Le otto vincitrici avanzano al secondo turno.
- Secondo Turno:le otto squadre eliminate nella semifinale del torneo provinciale sfidano le 8 provenienti dal turno 1 dei ripescaggi. Le vincenti sono ammesse al terzo turno.
- Terzo turno:le otto squadre provenienti dal turno 2 si sfidano per ridurre il numero a 4.
- Quarto turno. Le vincenti del terzo turno sfidano le finaliste perdenti dei tornei provinciali. Le vincenti sono ammesse ai quarti di finale All Ireland
- Quarti di finale. Le vincitrici dei titoli provinciali sono teste di serie e non si possono incontrare in questo turno, quindi sfidano le squadre uscite dai ripescaggi. A questo punto si procede nel modo classico: semifinale e finale.

## Risultati

### Munster Senior Football Championship
|  | Quarti di finale | Quarti di finale | Quarti di finale |           |          | Semifinale | Semifinale | Semifinale |  |  | Finale | Finale | Finale |  |
|  |                  |                  |                  |           |          |            |            |            |  |  |        |        |        |  |
|  |                  |                  |                  |           |          | Limerick   | Limerick   | 1-17       |  |  |        |        |        |  |
|  |                  |                  |                  |           |          | Limerick   | Limerick   | 1-17       |  |  |        |        |        |  |
|  |                  |                  | Waterford        | Waterford | 1-09     |            |            |            |  |  |        |        |        |  |
|  | Waterford        | Waterford        | Waterford        | Waterford | 1-09     | 1-10       |            |            |  |  |        |        |        |  |
|  | Waterford        | Waterford        |                  |           |          |            |            |            |  |  |        |        |        |  |
|  | Clare            | Clare            | 0-09             |           |          |            |            |            |  |  |        |        |        |  |
|  | Clare            | Clare            | 0-09             |           | Limerick | Limerick   | 1-14       |            |  |  |        |        |        |  |
|  |                  |                  |                  |           |          |            |            |            |  |  |        |        |        |  |
|  |                  |                  | Kerry            | Kerry     | 1-17     |            |            |            |  |  |        |        |        |  |
|  |                  |                  |                  | Kerry     | 1-17     |            |            |            |  |  |        |        |        |  |
|  |                  |                  |                  |           |          |            |            |            |  |  |        |        |        |  |
|  |                  |                  |                  |           |          |            |            |            |  |  |        |        |        |  |
|  |                  | Cork             | Cork             | 1-14      |          |            |            |            |  |  |        |        |        |  |
|  |                  |                  |                  | 1-14      |          |            |            |            |  |  |        |        |        |  |
|  |                  |                  | Kerry            | Kerry     | 1-15     |            |            |            |  |  |        |        |        |  |
|  | Tipperary        | Tipperary        | Kerry            | Kerry     | 1-15     | 2-06       |            |            |  |  |        |        |        |  |
|  | Tipperary        | Tipperary        |                  |           |          |            |            |            |  |  |        |        |        |  |
|  | Kerry            | Kerry            | 2-18             |           |          |            |            |            |  |  |        |        |        |  |

| Arbitro: | D. Coldrick (Meath) |

|                                                                          |           | |
| B Grogan 1-3, P Austin 1-0, P Acheson, G Hannigan, B Mulvihill 0-1 each. | Marcatori | B Sheehan 2-5, C Cooper 0-5, P Galvin, BJ Keane 0-2 each, K Donaghy, Declan O'Sullivan, D Walsh, S Scanlon 0-1 each. |

| Arbitro: | A. Mangan (Kerry) |

|                                                                                         |           |                                                                            |
| G Hurney 1-1, B Wall, P Hurney 0-3 each, W Hennessy, T Prendergast, R Ahearne 0-1 each. | Marcatori | D Tubridy 0-4, G Brennan, M O'Shea 0-2 each, A Clohessy 0-1. D Callinan SO |

| Arbitro: | S. Doyle (Wexford) |

|                                                                               |           | |
| B Wall 0-4, G Hurney 1-0, T Grey 0-2, C McGrath, R Ahearne, K Power 0-1 each. | Marcatori | G Collins 1-4, I Ryan, C Fitzgerald 0-3 each, S Lavin 0-2, M O'Riordan, P Browne, S Buckley, S Kelly, E O'Connor 0-1 each. |

| Arbitro: | P. Hughes (Armagh) |

|                                                                                         |           | |
| B Sheehan 0-6, C Cooper 0-4, T O Se 0-2, Declan O'Sullivan, BJ Keane, A Maher 0-1 each. | Marcatori | P Kerrigan, D Goulding, P Kissane 0-3 each, D O'Connor 0-2, P Kelly, P O'Neill, A O'Connor, C O'Neill 0-1 each. |

| Arbitro: | P. McEnaney (Monaghan) |

|                                                                                               |           | |
| C Cooper 0-6, K Donaghy 1-1, B Sheehan 0-3, Declan O'Sullivan, BJ Keane 0-2 each, M O Se 0-1. | Marcatori | D Goulding 1-3, D O'Connor 0-4, C Sheehan 0-2, M Shields, P Kelly, F Goold, N O'Leary, J Hayes 0-1 each. |

| Arbitro: | P. Fox (Westmeath) |

|                                                                                                   |           | |
| G Collins 0-5, J Galvin 1-2, B Scanlon, J Ryan 0-2 each, J O'Donovan, S Kelly, S Buckley 0-1 each | Marcatori | C Cooper 1-5, Declan O'Sullivan 0-3, B Sheehan, M McCarthy, T O Se 0-2 each, Darran O'Sullivan, M Quirke, D Moran 0-01 each |

### Leinster Senior Football Championship
|  | Ottavi di finale | Ottavi di finale | Ottavi di finale |           |         | Quarti di finale | Quarti di finale | Quarti di finale |  |  | Semifinali | Semifinali | Semifinali |  |  | Finale | Finale | Finale |  |
|  |                  |                  |                  |           |         |                  |                  |                  |  |  |            |            |            |  |  |        |        |        |  |
|  | Louth            | Louth            | 1-11             |           |         |                  |                  |                  |  |  |            |            |            |  |  |        |        |        |  |
|  | Louth            | Louth            | 1-11             |           |         |                  |                  |                  |  |  |            |            |            |  |  |        |        |        |  |
|  | Longford         | Longford         | 1-07             |           |         |                  |                  |                  |  |  |            |            |            |  |  |        |        |        |  |
|  | Longford         | Longford         | 1-07             |           | Louth   | Louth            | 1-22             |                  |  |  |            |            |            |  |  |        |        |        |  |
|  |                  |                  |                  |           | Louth   | Louth            | 1-22             |                  |  |  |            |            |            |  |  |        |        |        |  |
|  |                  |                  | Kildare          | Kildare   | 1-16    |                  |                  |                  |  |  |            |            |            |  |  |        |        |        |  |
|  | Nessuno          |                  | Kildare          | Kildare   | 1-16    |                  |                  |                  |  |  |            |            |            |  |  |        |        |        |  |
|  |                  |                  |                  |           |         |                  |                  |                  |  |  |            |            |            |  |  |        |        |        |  |
|  | Nessuno          |                  |                  |           |         |                  |                  |                  |  |  |            |            |            |  |  |        |        |        |  |
|  |                  | Louth            | Louth            | 1-15      |         |                  |                  |                  |  |  |            |            |            |  |  |        |        |        |  |
|  |                  |                  |                  |           |         |                  |                  |                  |  |  |            |            |            |  |  |        |        |        |  |
|  |                  |                  | Westmeath        | Westmeath | 2-10    |                  |                  |                  |  |  |            |            |            |  |  |        |        |        |  |
|  | Wicklow          | Wicklow          | Westmeath        | Westmeath | 2-10    | 3-13             |                  |                  |  |  |            |            |            |  |  |        |        |        |  |
|  | Wicklow          | Wicklow          |                  |           |         |                  |                  |                  |  |  |            |            |            |  |  |        |        |        |  |
|  | Carlow           | Carlow           | 0-12             |           |         |                  |                  |                  |  |  |            |            |            |  |  |        |        |        |  |
|  | Carlow           | Carlow           | 0-12             |           | Wicklow | Wicklow          | 1-11             |                  |  |  |            |            |            |  |  |        |        |        |  |
|  |                  |                  |                  |           | Wicklow | Wicklow          | 1-11             |                  |  |  |            |            |            |  |  |        |        |        |  |
|  |                  |                  | Westmeath        | Westmeath | 0-15    |                  |                  |                  |  |  |            |            |            |  |  |        |        |        |  |
|  | Nessuno          |                  | Westmeath        | Westmeath | 0-15    |                  |                  |                  |  |  |            |            |            |  |  |        |        |        |  |
|  |                  |                  |                  |           |         |                  |                  |                  |  |  |            |            |            |  |  |        |        |        |  |
|  | Nessuno          |                  |                  |           |         |                  |                  |                  |  |  |            |            |            |  |  |        |        |        |  |
|  |                  | Louth            | Louth            | 1-10      |         |                  |                  |                  |  |  |            |            |            |  |  |        |        |        |  |
|  |                  |                  |                  |           |         |                  |                  |                  |  |  |            |            |            |  |  |        |        |        |  |
|  |                  |                  | Meath            | Meath     | 1-12    |                  |                  |                  |  |  |            |            |            |  |  |        |        |        |  |
|  | Meath            | Meath            | Meath            | Meath     | 1-12    | 1-20             |                  |                  |  |  |            |            |            |  |  |        |        |        |  |
|  | Meath            | Meath            |                  |           |         |                  |                  |                  |  |  |            |            |            |  |  |        |        |        |  |
|  | Offaly           | Offaly           | 2-07             |           |         |                  |                  |                  |  |  |            |            |            |  |  |        |        |        |  |
|  | Offaly           | Offaly           | 2-07             |           | Meath   | Meath            | 2-14             |                  |  |  |            |            |            |  |  |        |        |        |  |
|  |                  |                  |                  |           | Meath   | Meath            | 2-14             |                  |  |  |            |            |            |  |  |        |        |        |  |
|  |                  |                  | Laois            | Laois     | 0-15    |                  |                  |                  |  |  |            |            |            |  |  |        |        |        |  |
|  | Nessuno          |                  | Laois            | Laois     | 0-15    |                  |                  |                  |  |  |            |            |            |  |  |        |        |        |  |
|  |                  |                  |                  |           |         |                  |                  |                  |  |  |            |            |            |  |  |        |        |        |  |
|  | Nessuno          |                  |                  |           |         |                  |                  |                  |  |  |            |            |            |  |  |        |        |        |  |
|  |                  | Meath            | Meath            | 5-9       |         |                  |                  |                  |  |  |            |            |            |  |  |        |        |        |  |
|  |                  |                  |                  |           |         |                  |                  |                  |  |  |            |            |            |  |  |        |        |        |  |
|  |                  |                  | Dublino          | Dublino   | 0-13    |                  |                  |                  |  |  |            |            |            |  |  |        |        |        |  |
|  | Nessuno          |                  | Dublino          | Dublino   | 0-13    |                  |                  |                  |  |  |            |            |            |  |  |        |        |        |  |
|  |                  |                  |                  |           |         |                  |                  |                  |  |  |            |            |            |  |  |        |        |        |  |
|  | Nessuno          |                  |                  |           |         |                  |                  |                  |  |  |            |            |            |  |  |        |        |        |  |
|  |                  | Wexford          | Wexford          | 0-06      |         |                  |                  |                  |  |  |            |            |            |  |  |        |        |        |  |
|  |                  |                  |                  | 0-06      |         |                  |                  |                  |  |  |            |            |            |  |  |        |        |        |  |
|  |                  |                  | Dublino          | Dublino   | 2-16    |                  |                  |                  |  |  |            |            |            |  |  |        |        |        |  |
|  | Nessuno          |                  | Dublino          | Dublino   | 2-16    |                  |                  |                  |  |  |            |            |            |  |  |        |        |        |  |
|  |                  |                  |                  |           |         |                  |                  |                  |  |  |            |            |            |  |  |        |        |        |  |
|  | Nessuno          |                  |                  |           |         |                  |                  |                  |  |  |            |            |            |  |  |        |        |        |  |

| Arbitro: | G. Kinneavy (Galway) |

| |           |                                                                                              |
| L Glynn 1-4, T Hannon 0-6, P Earls, JP Dalton 1-0 each, S Furlong 0-2, P McWalter 0-1. N Mernagh SO | Marcatori | S Rea 0-4, A Curran, B Murphy 0-3 each, JJ Smith, D St Ledger 0-1 each. B Murphy, T Walsh SO |

| Arbitro: | D. Fahy (Longford) |

|                                                                                                   |           |                                                                                                   |
| C Ward 0-8 J Sheridan 1-3, S O'Rourke 0-4, S Bray 0-2, G O'Brien, N Crawford, B Farrell 0-1 each. | Marcatori | K Casey 1-2, B Connor 1-0, N Darby 0-2, J Reynolds, N McNamee, A Sullivan 0-1 each. J Coughlan SO |

| Arbitro: | P. Fox (Westmeath) |

|                                                                                |           |                                                                                     |
| B White 0-4, S Lennon 1-0, C Judge, P Keenan, JP Rooney 0-2 each, D Byrne 0-1. | Marcatori | B McElvaney 1-0, F McGee, S McCormack 0-2 each, P Foy, P Dowd, K Mulligan 0-1 each. |

| Arbitro: | M. Duffy (Sligo) |

| |           |                                                                                            |
| B White 0-6, C Judge, S Lennon 0-4 each, A McDonnell, JP Rooney 0-3 each, R Finnegan 1-0, M Brennan, A Reid 0-1 each. | Marcatori | J Doyle 0-9, P O'Neill 1-1, J Kavanagh 0-2, D Flynn, D Whyte, R Sweeney, A Smith 0-1 each. |

| Arbitro: | M. Collins (Cork) |

|                                                                                              |           | |
| T Hannon 0-5, P Earls 1-1, S Furling 0-2, C Hyland, D Hayden, N Mernagh 0-1 each. L Glynn SO | Marcatori | M Flanagan, C Lynam, P Greville 0-3 each, D Glennon 0-2, P Bannon, M Ennis, D Harte, D Dolan 0-1 each. J Gaffey, D Duffy SO |

| Arbitro: | M. Duffy (Sligo) |

| |           | |
| G Reilly 1-4, J Sheridan 0-3, C McGuinness 1-0, C Ward, S O'Rourke 0-2 each, S Bray, C Gillespie 0-1 each. | Marcatori | D Kingston 0-6, MJ Tierney 0-3, P McMahon 1-0, P Clancy, J O'Loughlin 0-2 each, C Healy, D Strong, R Munnelly 0-1 each. |

| Arbitro: | M. Haggins (Fermanagh) |

|                                                                                           |           |                                                                                                   |
| M Forde 0-7, S Roche, R Barry 0-2 each, E Bradley, A Flynn, C Lyng, PJ Banville 0-1 each. | Marcatori | B Brogan 2-4, T Quinn 0-4, C Keaney, A Brogan 0-2 M McAuley, P Flynn, B Cullen, K Nolan 0-1 each. |

| Arbitro: | M. Condon (Waterford) |

|                                                                                      |           |                                                                                   |
| J Sheridan 2-2, G Reilly 0-4, C Ward, S O'Rourke 0-3 each, C King, B Meade 0-1 each. | Marcatori | MJ Tierney 0-4, D Kingston 0-2, P O'Leary, P McMahon, C Healy, D Strong 0-1 each. |

| Arbitro: | S. Doyle (Wexford) |

| |           |                                                                                       |
| C Judge 1-2, B White 0-4, P Keenan 0-3, S Lennon 0-2, M Brennan, A Reid, P Smith, D Maguire 0-1 each | Marcatori | P Greville 0-5, P Bannon 1-1, M Flanagan 1-0, D Glennon 0-2, D Dolan, G Egan 0-1 each |

| Arbitro: | P. Hughes (Armagh) |

|                                                                     |           |                                                                                      |
| T Quinn 0-7, B Brogan 0-3, B Cullen, C Keaney, K McManamon 0-1 each | Marcatori | S Bray 2-1, C Ward 1-4, J Sheridan, B Farrell 1-0 each, S O'Rourke 0-3, G Reilly 0-1 |

| Arbitro: | M. Sludden (Tyrone) |

|                                                                                 |           |                                                                     |
| B White 0-4, JP Rooney 1-1, C Judge 0-2, P Keenan, A Reed, A McDonnell 0-1 each | Marcatori | G Reilly, C Ward 0-4 each, J Sheridan 1-0, S Bray 0-2, A Moyles 0-1 |

### Ulster Senior Football Championship
|  | Ottavi di finale | Ottavi di finale | Ottavi di finale |           |      | Quarti di finale | Quarti di finale | Quarti di finale |  |  | Semifinali | Semifinali | Semifinali |  |  | Finale | Finale | Finale |  |
|  |                  |                  |                  |           |      |                  |                  |                  |  |  |            |            |            |  |  |        |        |        |  |
|  | Nessuno          |                  |                  |           |      |                  |                  |                  |  |  |            |            |            |  |  |        |        |        |  |
|  |                  |                  |                  |           |      |                  |                  |                  |  |  |            |            |            |  |  |        |        |        |  |
|  | Nessuno          |                  |                  |           |      |                  |                  |                  |  |  |            |            |            |  |  |        |        |        |  |
|  |                  | Antrim           | Antrim           | 1-13      |      |                  |                  |                  |  |  |            |            |            |  |  |        |        |        |  |
|  |                  |                  |                  | 1-13      |      |                  |                  |                  |  |  |            |            |            |  |  |        |        |        |  |
|  |                  |                  | Tyrone           | Tyrone    | 2-14 |                  |                  |                  |  |  |            |            |            |  |  |        |        |        |  |
|  | Nessuno          |                  | Tyrone           | Tyrone    | 2-14 |                  |                  |                  |  |  |            |            |            |  |  |        |        |        |  |
|  |                  |                  |                  |           |      |                  |                  |                  |  |  |            |            |            |  |  |        |        |        |  |
|  | Nessuno          |                  |                  |           |      |                  |                  |                  |  |  |            |            |            |  |  |        |        |        |  |
|  |                  | Tyrone           | Tyrone           | 0-14      |      |                  |                  |                  |  |  |            |            |            |  |  |        |        |        |  |
|  |                  |                  |                  |           |      |                  |                  |                  |  |  |            |            |            |  |  |        |        |        |  |
|  |                  |                  | Down             | Down      | 0-10 |                  |                  |                  |  |  |            |            |            |  |  |        |        |        |  |
|  | Nessuno          |                  | Down             | Down      | 0-10 |                  |                  |                  |  |  |            |            |            |  |  |        |        |        |  |
|  |                  |                  |                  |           |      |                  |                  |                  |  |  |            |            |            |  |  |        |        |        |  |
|  | Nessuno          |                  |                  |           |      |                  |                  |                  |  |  |            |            |            |  |  |        |        |        |  |
|  |                  | Donegal          | Donegal          | 2-10      |      |                  |                  |                  |  |  |            |            |            |  |  |        |        |        |  |
|  |                  |                  |                  | 2-10      |      |                  |                  |                  |  |  |            |            |            |  |  |        |        |        |  |
|  |                  |                  | Down             | Down      | 1-15 |                  |                  |                  |  |  |            |            |            |  |  |        |        |        |  |
|  | Nessuno          |                  | Down             | Down      | 1-15 |                  |                  |                  |  |  |            |            |            |  |  |        |        |        |  |
|  |                  |                  |                  |           |      |                  |                  |                  |  |  |            |            |            |  |  |        |        |        |  |
|  | Nessuno          |                  |                  |           |      |                  |                  |                  |  |  |            |            |            |  |  |        |        |        |  |
|  |                  | Tyrone           | Tyrone           | 1-14      |      |                  |                  |                  |  |  |            |            |            |  |  |        |        |        |  |
|  |                  |                  |                  |           |      |                  |                  |                  |  |  |            |            |            |  |  |        |        |        |  |
|  |                  |                  | Monaghan         | Monaghan  | 0-07 |                  |                  |                  |  |  |            |            |            |  |  |        |        |        |  |
|  | Nessuno          |                  | Monaghan         | Monaghan  | 0-07 |                  |                  |                  |  |  |            |            |            |  |  |        |        |        |  |
|  |                  |                  |                  |           |      |                  |                  |                  |  |  |            |            |            |  |  |        |        |        |  |
|  | Nessuno          |                  |                  |           |      |                  |                  |                  |  |  |            |            |            |  |  |        |        |        |  |
|  |                  | Cavan            | Cavan            | 0-13      |      |                  |                  |                  |  |  |            |            |            |  |  |        |        |        |  |
|  |                  |                  |                  | 0-13      |      |                  |                  |                  |  |  |            |            |            |  |  |        |        |        |  |
|  |                  |                  | Fermanagh        | Fermanagh | 1-13 |                  |                  |                  |  |  |            |            |            |  |  |        |        |        |  |
|  | Nessuno          |                  | Fermanagh        | Fermanagh | 1-13 |                  |                  |                  |  |  |            |            |            |  |  |        |        |        |  |
|  |                  |                  |                  |           |      |                  |                  |                  |  |  |            |            |            |  |  |        |        |        |  |
|  | Nessuno          |                  |                  |           |      |                  |                  |                  |  |  |            |            |            |  |  |        |        |        |  |
|  |                  | Fermanagh        | Fermanagh        | 2-08      |      |                  |                  |                  |  |  |            |            |            |  |  |        |        |        |  |
|  |                  |                  |                  |           |      |                  |                  |                  |  |  |            |            |            |  |  |        |        |        |  |
|  |                  |                  | Monaghan         | Monaghan  | 0-21 |                  |                  |                  |  |  |            |            |            |  |  |        |        |        |  |
|  | Nessuno          |                  | Monaghan         | Monaghan  | 0-21 |                  |                  |                  |  |  |            |            |            |  |  |        |        |        |  |
|  |                  |                  |                  |           |      |                  |                  |                  |  |  |            |            |            |  |  |        |        |        |  |
|  | Nessuno          |                  |                  |           |      |                  |                  |                  |  |  |            |            |            |  |  |        |        |        |  |
|  |                  | Monaghan         | Monaghan         | 1-18      |      |                  |                  |                  |  |  |            |            |            |  |  |        |        |        |  |
|  |                  |                  |                  | 1-18      |      |                  |                  |                  |  |  |            |            |            |  |  |        |        |        |  |
|  |                  |                  | Armagh           | Armagh    | 0-09 |                  |                  |                  |  |  |            |            |            |  |  |        |        |        |  |
|  | Derry            | Derry            | Armagh           | Armagh    | 0-09 | 1-07             |                  |                  |  |  |            |            |            |  |  |        |        |        |  |
|  | Derry            | Derry            |                  |           |      |                  |                  |                  |  |  |            |            |            |  |  |        |        |        |  |
|  | Armagh           | Armagh           | 1-10             |           |      |                  |                  |                  |  |  |            |            |            |  |  |        |        |        |  |

| Arbitro: | M. Deegan (Laois) |

|                                                             |           |                                                                              |
| Paddy Bradley 1-2, M Lynch 0-4, E Bradley 0-1. E Bradley SO | Marcatori | S McDonnell 0-5, A Kernan 0-3, J Clarke 1-0, C Vernon, R Henderson 0-1 each. |

| Arbitro: | P. McEnaney (Monaghan) |

|                                                                                            |           | |
| P Cunningham 0-5, CJ McGourty 0-4, K Niblock 1-1, T McCann, M McCann, T Scullion 0-1 each. | Marcatori | K Hughes 1-1, S O'Neill, S Cavanagh 0-3 each, O Mulligan 1-0, M Penrose 0-2, C Cavanagh, Justin McMahon, B Dooher, P Jordan, T McGuigan 0-1 each. |

| Arbitro: | J. McQuillan (Cavan) |

| |           |                                                                         |
| D Molloy 1-3, C Dunne 1-0, R Kavanagh, D Walsh, M Murphy, A Hanlon, M McHugh, C McFadden, E Wade 0-1 each. | Marcatori | B Coulter 1-4, D Hughes 0-4, M Poland, M Clarke 0-3 each, J Clarke 0-1. |

| Arbitro: | M. Sludden (Tyrone) |

| |           |                                                                                 |
| P Finlay 0-7, T Freeman 1-4, D Clerkin 0-2, C McManus, C Hanratty, V Corey, H McElroy, D Freeman 0-1 each | Marcatori | S McDonnell 0-4, J Clarke 0-2, A Kernan, P Duffy, G Swift 0-1 each. B Mallon SO |

| Arbitro: | P. Fox (Westmeath) |

|                                                                                        |           |                                                                                        |
| G Smith 0-4, S Johnston 0-3, D Givney, M Brennan 0-2 each, P Brady, C Mackey 0-1 each. | Marcatori | R Carson 1-3, P Ward 0-3, Rory Gallagher, C O'Brien, S Quigley 0-2 each, D Keenan 0-1. |

| Arbitro: | G. Kinneavy (Galway) |

| |           |                                                                                       |
| M Penrose 0-5, S Cavanagh 0-3, B Dooher 0-2, Joe McMahon, D Carlin, C Cavanagh, O Mulligan 0-1 each. | Marcatori | M Clarke 0-3, M Poland, A Rogers 0-2 each, D Gordon, D Hughes, P McComiskey 0-1 each. |

| Arbitro: | M. Duffy (Sligo) |

|                                                                                       |           | |
| R Gallagher 1-2, D Keenan 1-1, D Ward, R Carson, P Ward, R Keenan, S Quigley 0-1 each | Marcatori | P Finlay 0-6, C McManus, T Freeman 0-3 each, D Clerkin, D Freeman, H McElroy 0-2 each, O Lennon, S Gollogly, M McElroy 0-1 each |

| Arbitro: | D. Coldrick (Meath) |

| |           |                                                                         |
| C Cavanagh 1-0, S Cavanagh 0-3, K Hughes, D Harte, M Penrose 0-2 each, T McGuigan, C Gormley, B Dooher, P Jordan, Joe McMahon 0-1 each | Marcatori | C McManus 0-2, T Freeman, P Finlay, R Woods, D Clerkin, D Mone 0-1 each |

### Connacht Senior Football Championship
|  | Quarti di finale               | Quarti di finale | Quarti di finale |           |        | Semifinali | Semifinali | Semifinali |  |  | Finale | Finale | Finale |  |
|  |                                |                  |                  |           |        |            |            |            |  |  |        |        |        |  |
|  | New York                       | New York         | 0-12             |           |        |            |            |            |  |  |        |        |        |  |
|  | New York                       | New York         | 0-12             |           |        |            |            |            |  |  |        |        |        |  |
|  | Galway                         | Galway           | 2-13             |           |        |            |            |            |  |  |        |        |        |  |
|  | Galway                         | Galway           | 2-13             |           | Galway | Galway     | 0-16       |            |  |  |        |        |        |  |
|  |                                |                  |                  |           | Galway | Galway     | 0-16       |            |  |  |        |        |        |  |
|  |                                |                  | Sligo            | Sligo     | 1-14   |            |            |            |  |  |        |        |        |  |
|  | Sligo                          | Sligo            | Sligo            | Sligo     | 1-14   | 0-15       |            |            |  |  |        |        |        |  |
|  | Sligo                          | Sligo            |                  |           |        |            |            |            |  |  |        |        |        |  |
|  | Mayo                           | Mayo             | 1-08             |           |        |            |            |            |  |  |        |        |        |  |
|  | Mayo                           | Mayo             | 1-08             |           | Sligo  | Sligo      | 0-13       |            |  |  |        |        |        |  |
|  |                                |                  |                  |           |        |            |            |            |  |  |        |        |        |  |
|  |                                |                  | Roscommon        | Roscommon | 0-14   |            |            |            |  |  |        |        |        |  |
|  | Leitrim qualificata di diritto |                  | Roscommon        | Roscommon | 0-14   |            |            |            |  |  |        |        |        |  |
|  |                                |                  |                  |           |        |            |            |            |  |  |        |        |        |  |
|  | Leitrim qualificata di diritto |                  |                  |           |        |            |            |            |  |  |        |        |        |  |
|  |                                | Leitrim          | Leitrim          | 0-11      |        |            |            |            |  |  |        |        |        |  |
|  |                                |                  |                  | 0-11      |        |            |            |            |  |  |        |        |        |  |
|  |                                |                  | Roscommon        | Roscommon | 1-13   |            |            |            |  |  |        |        |        |  |
|  | Londra                         | Londra           | Roscommon        | Roscommon | 1-13   | 0-06       |            |            |  |  |        |        |        |  |
|  | Londra                         | Londra           |                  |           |        |            |            |            |  |  |        |        |        |  |
|  | Roscommon                      | Roscommon        | 0-14             |           |        |            |            |            |  |  |        |        |        |  |

| Arbitro: | M. Condon (Waterford) |

|                                                                    |           |                                                                  |
| D Doona 0-5, J Murtagh 0-4, B Reilly, A O'Connor, J Bell 0-1 each. | Marcatori | P Joyce 1-6, N Joyce 0-4, C Bane 1-1, M Clancy, G Sice 0-1 each. |

| Arbitro: | C. Reilly (Meath) |

|                                                                 |           |                                                                      |
| E O'Neill 0-2, P Geraghty, D Hayden, N Egan, E O'Cuiv 0-1 each. | Marcatori | D Shine 0-9, G Heneghan 0-2, J Rogers, C Dineen, K Mannion 0-1 each. |

| Arbitro: | J. White (Donegal) |

| |           |                                             |
| C McGee 0-4, M Breheny, D Kelly 0-3 each, A Costello 0-2, J Davey, T Taylor, S Gilmartin 0-1 each. | Marcatori | A Freeman 1-4, C Mortimer 0-3, A Moran 0-1. |

| Arbitro: | J. McQuillan (Cavan) |

|                                                                   |           |                                           |
| D Shine 1-8, C Cregg 0-2, G Heneghan, K Mannion, D Casey 0-1 each | Marcatori | M Foley 0-8, J Glancy 0-2, D O'Connor 0-1 |

| Arbitro: | D. Coldrick (Meath) |

|                                                                     |           |                                                                              |
| P Joyce 0-6, E Concannon 1-1, J Bergin, G Sice, G Bradshaw 0-1 each | Marcatori | D Kelly 1-3, C McGee 0-3, A Costello, M Breheny, T Taylor, K Cawley 0-1 each |

| Arbitro: | M. Deegan (Laois) |

|                                                                                                 |           | |
| D Kelly 1-2, M Breheny 0-4, A Marren 0-3, C McGee 0-2, K Cawley, A Costello, K Sweeney 0-1 each | Marcatori | P Joyce 0-5, S Armstrong 0-4, M Clancy 0-2, G O'Donnell, J Bergin, M Meehan, E Concannon, P Conroy 0-1 each |

| Arbitro: | J. White (Donegal) |

|                                                                                    |           |                                                             |
| A Costello 0-5, A Marren 0-3, M Breheny 0-2, C McGee, C Harrison, S Davey 0-1 each | Marcatori | D Shine 0-10, D Casey, C Cregg, D Keenan, D O'Gara 0-1 each |

## Ripescaggi

### Round 1
Il 13 giugno sono stati sorteggiati gli accoppiamenti per il primo turno. Nell'urna c'erano tutte le squadre eliminate prima di avere raggiunto le semifinali provinciali, con l'eccezione di New York
| Arbitro: | M. Condon (Waterford) |

|                                                                             |           | |
| D St Ledger 1-4, M Carpenter 1-1, S Rea 0-2, S Gannon, P Broderick 0-1 each | Marcatori | E Bradley 1-6, M Lynch 0-4, J Kielt 0-3, M Craig, C McKeever, E McGuckian, E Muldoon, D Mullan 0-1 each |

| Arbitro: | M. Deegan (Laois) |

|                                                                                                  |           |                                                                 |
| J Doyle 0-7, P O'Neill, R Sweeney 0-2 each, E Bolton, J Kavanagh, G White, E O'Flaherty 0-1 each | Marcatori | P Cunningham 0-10, K McGourty 0-3, K O'Boyle, T McCann 0-1 each |

| Arbitro: | M. Higgins (Fermanagh) |

| |           |                                                                                  |
| K Casey 1-4, N McNamee 0-5, D Egan 1-1, C McManus 0-3, K Slattery, B Geraghty, J Reynolds, A Sullivan, G Guilfoyle 0-1 each | Marcatori | D Tubridy 0-12,,K Cahill 1-1, G Brennan, A Clohessy, D Molohan, G Kelly 0-1 each |

| Arbitro: | G. Kinneavy (Galway) |

|                                                                                  |           |                                                                                   |
| A Freeman 0-5, A Dillon 0-4, A Moran 0-2, S O'Shea, C Mortimer, B Moran 0-1 each | Marcatori | F McGee 0-5, B Kavanagh 0-4, P Kelly 1-0, S Mulligan, K Mulligan, P Dowd 0-1 each |

| Arbitro: | M. Duffy (Sligo) |

|                                                                                   |           |                                                                    |
| J Clarke 2-2, A Kernan, G Swift, S McDonnell 0-3 each, J Feeney 0-2, C Vernon 0-1 | Marcatori | M Murphy 0-7, N Gallagher, M McHugh, C McFadden, A Hanlon 0-1 each |

| Arbitro: | C. Reilly (Meath) |

|                                                                                        |           |                                                                                      |
| S Johnston 0-6, G Smith 0-4, R Flanagan 0-2, E McGuigan, M McKeever, A Clarke 0-1 each | Marcatori | T Hannon 0-5, L Glynn, S Furlong 1-0 each, N Mernagh, P Cunningham, P Earls 0-1 each |

| Arbitro: | D. Fahy (Longford) |

| |           |                                                                                           |
| PJ Banville 2-4, M Forde 0-7, S Roche 1-2, C Lyng 0-4, A Doyle 1-0, D Murphy, B Malone, D Waters, B Doyle, R Barry 0-1 each | Marcatori | D Horan 0-2, S Conroy, C Eastwood, B Smyth, D Hayden, K Phair, N Egan, S McVeigh 0-1 each |

| Arbitro: | M. Collins (Cork) |

|                                                                               |           | |
| B Grogan 0-7, P Acheson, B Mulvihill 0-2 each, G Hannigan, S Hahessy 0-1 each | Marcatori | J O'Loughlin, P Clancy, D Kingston 0-2 each, P McMahon, B Sheehan, N Donoher, MJ Tierney, R Munnelly, C Rogers 0-1 each |

| Arbitro: | J. McQuillan (Cavan) |

|                                              |           | |
| P Cunningham 0-7, K Brady, B Herron 0-1 each | Marcatori | J Doyle 1-6, E Callaghan 0-2, M O'Flaherty, R Sweeney, E O'Flaherty, D Earley, P O'Neill, K Cribben, D Flynn 0-1 each |

### Round 2
Il sorteggio si è tenuto il 28 giugno 2010. Le squadre eliminate nelle semifinali provinciali erano nell'urna 1, quelle che hanno vinto il round 1 nell'urna2.
| Arbitro: | C. Reilly (Meath) |

|                                                                                                |           |                                                      |
| J Kavanagh 1-4, J Doyle 0-3, H Lynch, E Callaghan, M O'Flaherty, P O'Neill, R Sweeney 0-1 each | Marcatori | M Foley 0-3, R Mulvey, S Canning, D Sweeney 0-1 each |

| Arbitro: | P. McEnaney (Monaghan) |

| |           |                                                                        |
| B Brogan 0-7, A Brogan 0-4, M MacAuley 1-1, C Keaney 0-3, R McConnell 0-2, S Cluxton, E Fennell, E O'Gara, K McManamon 0-1 each | Marcatori | B Grogan 1-5, P Austin, C Sweeney 0-3 each, S Hahessy, B Coen 0-1 each |

| Arbitro: | S. Doyle (Wexford) |

| |           |                                               |
| D Goulding 0-8, C O'Neill 0-4, P Kelly 0-3, P O'Neill 1-0, C Sheehan 0-2, F Goold, D Kavanagh 0-1 each | Marcatori | R Flanagan 0-2, C Mackey, S Johnston 0-1 each |

| Arbitro: | A. Mangan (Kerry) |

| |           |                                                                      |
| N McNamee 0-5, C McManus 0-3, G Guilfoyle, A Sullivan 0-2 each, K Casey, B Connor, R Brady 0-1 each | Marcatori | G Hurney 0-5, C McGrath 0-2, S Briggs, M Donnelly, P Hurney 0-1 each |

| Arbitro: | J. White (Donegal) |

|                                                                      |           |                                                                     |
| P Joyce 0-6, C Bane 0-4, G O'Donnell, M Clancy, S Armstrong 0-1 each | Marcatori | C Lyng 1-6, A Flynn, E Bradley, C Morris, R Barry, M Forde 0-1 each |

| Arbitro: | M. Higgins (Fermanagh) |

|                                                                                   |           |                                          |
| M Clarke 1-5, D Hughes, M Poland 0-3 each, B Coulter, J Clarke, D Rooney 0-1 each | Marcatori | F McGee 1-7, P Barden 0-2, N Farrell 0-1 |

| Arbitro: | M. Duffy (Sligo) |

|                                                                  |           |                                                           |
| D Dolan 0-4, M Flanagan 1-0, M Ennis, D Duffy, P Bannon 0-1 each | Marcatori | J Kielt, M Lynch 0-5 each, E Bradley 0-2, R Wilkinson 0-1 |

| Arbitro: | D. Fahy (Longford) |

|                                          |           |                                                           |
| S Quigley 0-5, B Cox, T McElroy 0-1 each | Marcatori | S McDonnell 0-6, J Clarke, C Vernon 0-2 each, G Swift 0-1 |

### Round 3
Il sorteggio si tenne l'11 luglio 2010.
| Arbitro: | J. McQuillan (Cavan) |

|                                                                              |           |                                                                                        |
| B Brogan 0-9, S Cluxton, K McManamon, P McMahon, P Flynn, E Fennell 0-1 each | Marcatori | S McDonnell 0-5, C McKeever, A Kernan, J Clarke, B Mallon, M Mackin, J Feeney 0-1 each |

| Arbitro: | G. Kinneavy (Galway) |

|                                                         |           |                                                                                   |
| A Flynn, E Bradley, C Lyng, M Forde, B Brosnan 0-1 each | Marcatori | P Kelly 0-4, D Goulding 0-3, C Sheehan 0-2, G Canty, A Walsh, J Miskella 0-1 each |

| Arbitro: | M. Duffy (Sligo) |

|                                                                                         |           | |
| E Bradley 0-3, R Wilkinson 1-0, J Kielt, M Lynch 0-2 each, E Muldoon, D Mullan 0-1 each | Marcatori | J Doyle 0-8, E Callaghan 1-4, A Smith 1-0, P O'Neill 0-2, H McGrillen, E Bolton, E O'Flaherty 0-1 each |

| Arbitro: | M. Duffy (Sligo) |

|                                                                                                |           |                                                                                    |
| K Casey 1-1, R Brady, B Connor, C McManus 0-2 each, A Sullivan, J Reynolds, N McNamee 0-1 each | Marcatori | M Clarke 0-5, A Carr 1-0, M Poland 0-3, J Clarke 0-2, B Coulter, D Hughes 0-1 each |

### Round 4
Il sorteggio si tenne il 18 luglio 2010.
| Arbitro: | P. McEnaney (Monaghan) |

|                                                                                                   |           | |
| B White, D Clarke 0-3 each, D Byrne, P Keenan 0-2 each, A McDonnell, S Lennon, D Maguire 0-1 each | Marcatori | E O'Gara 2-1, B Cullen, B Brogan 0-3 each, S Cluxton 0-2, G Brennan, R McConnell, A Brogan, P Flynn, T Quinn 0-1 each |

| Arbitro: | P. Hughes (Armagh) |

|                                                                                       |           | |
| G Collins 1-4, S Lavin 0-2, J Ryan, C Fitzgerald, B Scanlon, S Kelly, I Ryan 0-1 each | Marcatori | D Goulding 0-7, D O'Connor, C O'Neill 0-2 each, D Kavanagh, A Walsh, C Sheehan, A O'Connor, P Kelly 0-1 each |

| Arbitro: | J. White (Donegal) |

| |           | |
| H McElroy 1-0, P Finlay 0-3, D Freeman, D Hughes, O Lennon, K Hughes, C Hanratty, C McManus, T Freeman, S Gollogly 0-1 each | Marcatori | J Kavanagh 0-5, R Sweeney 1-1, J Doyle, E Callaghan, E O'Flaherty 0-2 each, E Bolton, D Flynn, A Smith 0-1 each |

| Arbitro: | M. Deegan (Laois) |

|                                                 |           | |
| A Marren 0-4, S Coen, D Kelly, C McGee 0-2 each | Marcatori | R Murtagh 1-5, J Clarke, A Rogers 1-1 each, M Clarke 0-4, D Hughes 0-3, M Poland 0-2, K McKernan, P Fitzpatrick, P McComiskey, C Garvey 0-1 each |

### All-Ireland Senior Football Championship
| Arbitro: | J. McQuillan (Cavan) |

|                                          |           | |
| C Cooper 0-7, B Sheehan 0-3, D Moran 1-0 | Marcatori | M Poland 1-2, M Clarke 0-4, B Coulter 0-3, P McComiskey, A Rodgers 0-2 each, C Maginn, R Murtagh, P Fitzpatrick 0-1 each |

| Arbitro: | D. Coldrick (Meath) |

|                                                              |           | |
| M Penrose, O Mulligan 0-5 each, P Jordan 0-2, B McGuigan 0-1 | Marcatori | B Brogan 0-9, E O'Gara 1-0, B Cullen, S Cluxton, P McMahon, A Brogan, C Keaney, M MacAuley 0-1 each |

| Arbitro: | C. Reilly (Meath) |

|                                                                             |           |                                                                                            |
| D Shine 0-5, M Finneran, K Mannion, D O'Gara, J Rogers, G Heneghan 0-1 each | Marcatori | D Goulding 0-6, P O'Neill 1-2, D O'Connor 0-3, P Kerrigan, C Sheehan 0-2 each, G Canty 0-1 |

| Arbitro: | M. Duffy (Sligo) |

| |           |                                                                                         |
| C Ward 1-2, J Sheridan 0-3, G Reilly, S O'Rourke 0-2 each, C O'Connor, B Meade, J Queeney 0-1 each | Marcatori | J Doyle 0-8, E O'Flaherty 0-5, J Kavanagh 1-1, A Smith 1-0, P O'Neill 0-2, E Bolton 0-1 |

| Arbitro: | M. Deegan (Laois) |

|                                                                                                  |           |                                                                                             |
| D O'Connor 1-5, D Goulding 0-4, P Kelly 0-2, A Walsh, P Kerrigan, C O'Neill, D Kavanagh 0-1 each | Marcatori | B Brogan 1-7, A Brogan 0-2, P McMahon, R McConnell, M MacAuley, B Cullen, C Keaney 0-1 each |

| Arbitro: | P. McEnaney (Monaghan) |

| |           | |
| J Doyle 0-6, E Callaghan 1-1, H Lynch 0-2, M O'Flaherty, E Bolton, J Kavanagh, K Ennis, D Lyons 0-1 each | Marcatori | B Coulter 1-2, M Clarke, M Poland 0-3 each, K McKernan, D Hughes 0-2 each, P Fitzpatrick, P McComiskey, C Maginn, R Murtagh 0-1 each |

| Arbitro: | D. Coldrick (Meath) |

|                                                                |           | |
| D Goulding 0-9, D O'Connor 0-5, P Kerrigan, C Sheehan 0-1 each | Marcatori | D Hughes, P McComiskey, M Clarke 0-3 each, K McKernan, P Fitzpatrick, M Poland, B Coulter, J Clarke, R Murtagh 0-1 each |

|  | Quarter-finals | Quarter-finals | Quarter-finals |      |         | Semi-finals | Semi-finals | Semi-finals |  |  | All-Ireland final | All-Ireland final | All-Ireland final |
|  |                |                |                |      |         |             |             |             |  |  |                   |                   |                   |
|  |                | Roscommon      | 0-10           |      |         |             |             |             |  |  |                   |                   |                   |
|  |                | Cork           | 1-16           |      |         |             |             |             |  |  |                   |                   |                   |
|  |                | Cork           | 1-16           |      | Cork    | 1-15        |             |             |  |  |                   |                   |                   |
|  |                |                |                |      | Cork    | 1-15        |             |             |  |  |                   |                   |                   |
|  |                |                | Dublino        | 1-14 |         |             |             |             |  |  |                   |                   |                   |
|  |                | Tyrone         | Dublino        | 1-14 | 0-13    |             |             |             |  |  |                   |                   |                   |
|  |                | Tyrone         |                |      | 0-13    |             |             |             |  |  |                   |                   |                   |
|  |                | Dublino        | 1-15           |      |         |             |             |             |  |  |                   |                   |                   |
|  |                |                |                |      |         |             |             |             |  |  |                   | Cork              | 0-16              |
|  |                |                |                | Down | 0-15    |             |             |             |  |  |                   |                   |                   |
|  |                | Meath          | 1-12           |      |         |             |             |             |  |  |                   |                   |                   |
|  |                | Kildare        | 2-17           |      |         |             |             |             |  |  |                   |                   |                   |
|  |                | Kildare        | 2-17           |      | Kildare | 1-14        |             |             |  |  |                   |                   |                   |
|  |                |                |                |      | Kildare | 1-14        |             |             |  |  |                   |                   |                   |
|  |                |                | Down           | 1-16 |         |             |             |             |  |  |                   |                   |                   |
|  |                | Kerry          | Down           | 1-16 | 1-10    |             |             |             |  |  |                   |                   |                   |
|  |                | Kerry          |                |      | 1-10    |             |             |             |  |  |                   |                   |                   |
|  |                | Down           | 1-16           |      |         |             |             |             |  |  |                   |                   |                   |